# 普萊夫納 (堪薩斯州)
普萊夫納（英語：Plevna）是一個位於美國堪薩斯州里諾縣的城市。

## 地方資料
根據2020年美國人口普查的數據，普萊夫納的面積為0.58平方千米，當中陸地面積為0.58平方千米，而水域面積為0.00平方千米。當地共有人口85人，而人口密度為每平方千米146.55人。